# Markas Zingeris
Markas Zingeris (ur. 2 stycznia 1947 w Prenach; zm. 20 kwietnia 2023 w Wilnie) – litewski poeta, prozaik, dziennikarz, dramaturg i tłumacz, w latach 2005–2019 dyrektor Muzeum Historii Żydowskiej im. Gaona w Wilnie.

## Życiorys
W 1971 ukończył studia na Wydziale Dziennikarstwa Wileńskiego Uniwersytetu Państwowego. Przez sześć lat nauczał filozofii w wyższych szkołach w Kownie. Za odmowę wstąpienia do Komunistycznej Partii Litwy został zwolniony z pracy oraz relegowany ze studiów aspiranckich w dziedzinie filozofii. Po zwolnieniu z pracy zatrudniony w Muzeum Wojskowym w Kownie, Litewskiej Akademii Rolniczej, Instytucie Nauk Politycznych i Stosunków Międzynarodowych Uniwersytetu Wileńskiego oraz Międzynarodowej Komisji Oceny Zbrodni Okupacyjnych Reżimów Nazistowskiego i Sowieckiego (1998).
Debiutował w 1984 publikując tomik poezji „Namas iš kedro”. Jego poezje były tłumaczone na języki angielski, rosyjski, niemiecki, francuski, duński, fiński, polski, węgierski i jidysz. Tomik jego wierszy „Vakaras vaikystėje” został uznany w 1990 za najlepszy debiut, a powieść „Iliuzionas” za najlepszą książkę 2001.
W 2005 objął funkcję dyrektora Muzeum Historii Żydowskiej im. Gaona w Wilnie. Funkcję sprawował do 2019.
Należał do Litewskiego Związku Pisarzy oraz litewskiego PEN Clubu.
Jego młodszym bratem był Emanuelis Zingeris, polityk Związku Ojczyzny.